# 熊锡金
熊锡金（1938年9月—），又名园永，男，汉族，祖籍江西安义，生于福建光泽，中国数学家。曾任通化师范学院院长。